# Arpia
Arpia é um gênero de traça pertencente à família Arctiidae.